# Río Tarra
Río Tarra är ett vattendrag i Colombia.   Det ligger i departementet Norte de Santander, i den norra delen av landet, 500 km norr om huvudstaden Bogotá.